# Sudán francés
El Sudán francés (en francés: Soudan français, en árabe: السودان الفرنسي) fue una antigua colonia y luego territorio de ultramar francés ubicado en el oeste de África entre 1880 y 1960. Formó parte de la federación del África Occidental Francesa desde alrededor de 1880 hasta 1960, cuando se convirtió en el estado independiente de Malí. La colonia fue denominada formalmente Sudán francés desde 1890 hasta 1899 y nuevamente desde 1920 hasta 1958, si bien tuvo una gran variedad de nombres a lo largo de su existencia. La colonia se estableció inicialmente en gran medida como un proyecto militar liderado por las tropas francesas, pero a mediados de la década de 1890 quedó bajo administración civil.
Una serie de reorganizaciones administrativas en el año 1900 trajo el aumento de la administración francesa sobre temas como la agricultura, la religión y la esclavitud. Después de la Segunda Guerra Mundial, la Agrupación Democrática Africana (RDA) bajo Modibo Keïta se convirtió en la fuerza política más importante que presionaba por la independencia.
Malí conservó inicialmente estrechas conexiones con Francia y se unió en una efímera federación con Senegal en 1959, pero los lazos con ambos países se debilitaron rápidamente. En 1960, la colonia francesa de Sudán se convirtió oficialmente en la República de Malí y comenzó a distanciarse aún más de Senegal y Francia.

## Historia

### Establecimiento colonial

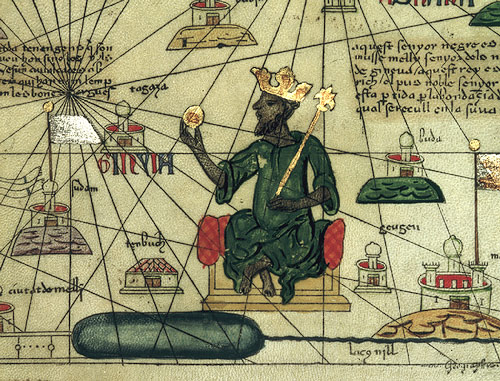
La riqueza del Imperio de Malí. Aquí Mansa Musa se representa con una pepita de oro en el Atlas Catalán de 1375, que llevó a los franceses a proseguir la colonización de la zona.

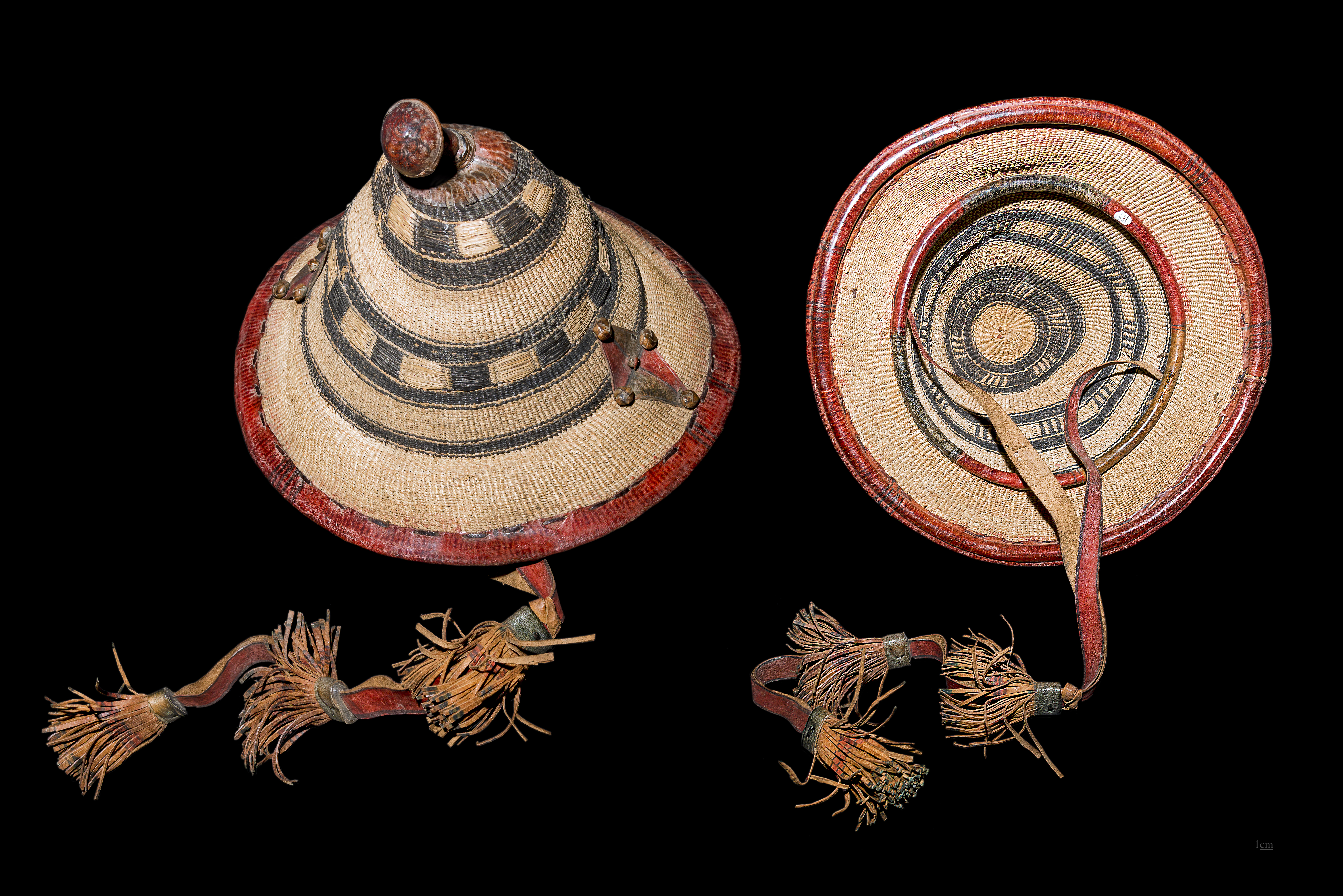
Sombreros de pastores del Sudán francés - colección de Joseph Gallieni en el MHNT

El Sudán francés se formó originalmente como un conjunto de puestos militares como una extensión de la colonia francesa en Senegal. A pesar de que la zona ofreció a Francia poca rentabilidad económica o estratégica, los militares abogaron efectivamente por una mayor conquista de la región. Esto se debió en parte a una fascinación por los grandes imperios, como el Imperio de Malí y el Imperio songhay que prominentemente se levantaron en la zona, y en parte debido a las oportunidades de promoción que la conquista militar ofrecía a los militares franceses.
La conquista francesa comenzó en 1879, cuando Joseph Gallieni fue enviado a la zona para establecer un fuerte e inspeccionar la tierra para un ferrocarril entre Dakar en Senegal y el río Níger. Esto fue seguido con el establecimiento de una serie de fuertes franceses y alianzas políticas con los líderes específicos en la región a principios del 1880. La estructura administrativa de la zona estaba todavía en gran parte bajo el control del gobernador francés de Senegal, y la colonización más importante consistía simplemente en fuertes y puestos militares, siendo el más importante de ellos el establecido en Kayes en 1881 por Gustave Borgnis-Desbordes. A pesar de que la administración civil del gobernador francés de Senegal gobernaba formalmente la zona, los oficiales militares ubicados en la región en gran medida pasaban por alto a estos líderes y respondían directamente a los comandantes en París. Desbordes fue tomando más territorio, a menudo utilizando las rivalidades interétnicas y las tensiones políticas entre los líderes en el área para nombrar líderes pro-franceses.
Los administradores civiles franceses luchaban contra los líderes militares, y las dos fuerzas pasaron por una serie de cambios en el poder sobre el territorio, hasta que Louis Archinard fue nombrado gobernador militar en 1892. Archinard condujo una serie de campañas militares contra Samori Ture, Ahmadu Alto, y otros líderes resistentes en la región, con mayor o menor éxito. Las campañas de Archinard se produjeron a menudo a través del control militar directo, sin supervisión civil. Como los costos aumentaron, el gobierno francés decidió reemplazar el control de Archinard sobre el área con un gobernador civil, Louis Albert Grodet.

### Administración y jurisdicción
| Nombres de la colonia | Nombres de la colonia                                                                                      |
| --------------------- | --- |
| 1879–1890             | Alto Senegal                                                                                               |
| 1890–1899             | Sudán Francés                                                                                              |
| 1899–1902             | Dividido entre dos distritos administrativos: Níger Medio y Alto Senegal                                   |
| 1902–1904             | Senegambia y Níger                                                                                         |
| 1904–1920             | Alto Senegal y Níger                                                                                       |
| 1920–1958             | Sudán Francés                                                                                              |
| 1958–1960             | República Sudanesa (parte de la Comunidad Francesa)                                                        |
| 1960                  | Independiente como Federación de Malí (junio–septiembre), República de Malí (después del 22 de septiembre) |

La región fue gobernada bajo un número de nombres diferentes entre 1880 y 1960. La zona fue denominada Alto Senegal o Senegal Superior desde 1880 hasta el 18 de agosto de 1890, cuando pasó a llamarse Sudán francés, con su capital en Kayes. El 10 de octubre de 1899, Sudán francés se dividió en los círculos del sur que unieron las colonias costeras, y el resto se dividió en dos zonas administrativas llamadas Níger Medio y Alto Senegal. En 1902, la región de nuevo se organizó como una colonia unificada bajo el nombre de Senegambia y Níger (Sénégambie et Níger). El nombre cambió de nuevo en 1904 al de Alto Senegal y Níger (Haut Sénégal et Níger). Por último, en 1920, el nombre cambió de nuevo a Sudán francés (Soudan Français).
Las fronteras y la administración de la colonia cambiaron de manera similar un número de veces. En un principio, y durante el período inicial, la colonia vacilaba entre la administración militar y la administración civil de Senegal. En 1893, el Sudán francés quedó formalmente bajo la administración civil, que duró hasta 1899. En ese momento, una reorganización de la colonia le separó 11 provincias del sur y las adjudicó a otras colonias francesas como Guinea francesa, la Costa de Marfil y el Dahomey francés.
El área que no fue reorganizada fue regida como dos administraciones vinculadas a otras colonias francesas. Después de esto, el territorio de la colonia se restableció en 1902. A pesar de que las fronteras cambiaron ligeramente, hubo pocos cambios territoriales hasta 1933. En ese momento, la colonia del Alto Volta francés (Haute-Volta, actual Burkina Faso) se disolvió, y el territorio del norte fue anexado al Sudán francés.
En 1947, el Alto Volta fue restablecido, y las fronteras del Sudán francés se convirtieron en aquellas que finalmente fueron las mismas de Malí. Kayes fue originalmente la ciudad capital entre 1890 y 1908, cuando la capital se trasladó a Bamako, donde permanece.

### Independencia

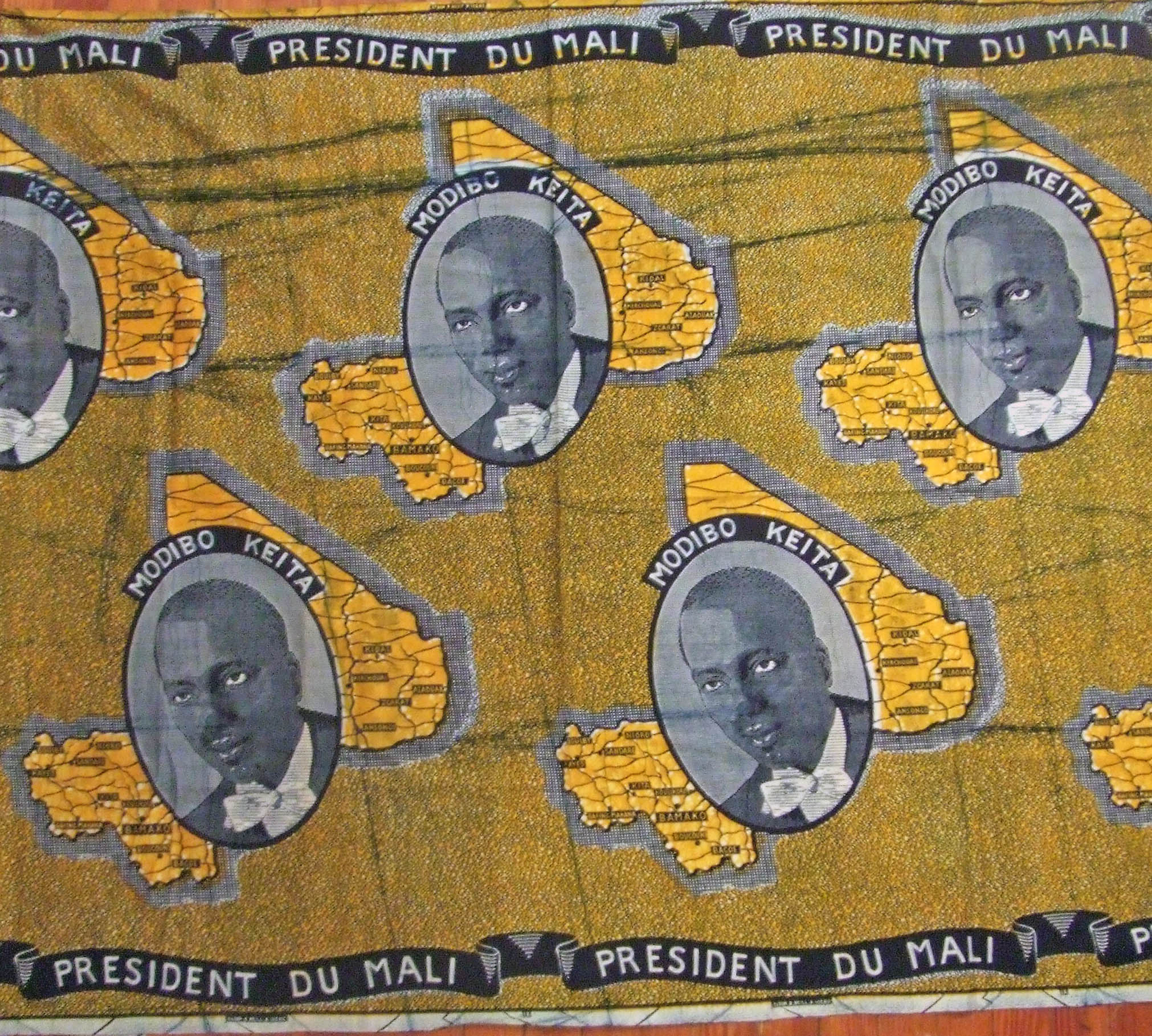
Póster de Modibo Keïta, el primer Presidente de Malí, quien lideró al Sudán francés a la independencia.

Tras la aprobación de la Ley Marco (Loi Cadre Defferre) de la Asamblea Nacional de Francia en 1956, muchas de las colonias del África Occidental Francesa comenzaron a celebrar elecciones para aumentar la autodeterminación de sus territorios. En las primeras elecciones celebradas en el Sudán francés en 1957, la Agrupación Democrática Africana (comúnmente conocida como la RDA) ganó las elecciones en el Sudán francés, así como amplias mayorías en las vecinas Costa de Marfil, Guinea francesa, y el Alto Volta. Tras el referéndum constitucional francés de 1958, el cual recibió un abrumador apoyo, la República Sudanesa se declaró una república con autonomía interna el 24 de noviembre de 1958. La República Sudanesa (nombre en aquel entonces del actual Malí), fue la segunda colonia después de Madagascar en unirse a la Comunidad Francesa, la cual garantizaba autonomía interna, mientras se mantenía los vínculos de moneda, política exterior y de defensa con Francia.
A principios de enero de 1959, había planes para una federación que uniría la República Sudanesa con Senegal, Dahomey y el Alto Volta en una federación de estados autónomos. En abril, sin embargo, ni las legislaturas de Dahomey o del Alto Volta habían ratificado la federación, por lo que la Federación de Malí se formó con solo la República Sudanesa y Senegal. En 1959, el partido RDA de Modibo Keïta ganó los 70 escaños en las elecciones legislativas en la República Sudanesa y unieron fuerzas con el partido dominante en Senegal, encabezado por Léopold Sédar Senghor. La federación logró su independencia el 20 de junio de 1960 dentro de la Comunidad Francesa; sin embargo, las divisiones entre Senghor y Keïta en el gobierno de la federación dieron lugar a la disolución de la federación el 20 de agosto de 1960. El área del Sudán francés proclamó su separación formalmente como la República de Malí y, con el aumento de la radicalización de Keïta, salió de la Comunidad Francesa en septiembre de 1960.